# Ashley Steacy
Ashley Steacy, född 28 juni 1987, är en kanadensisk rugbyspelare.
Steacy var med och tog silver vid Världsmästerskapet i sjumannarugby 2013 med Kanadas landslag. Hon var även med och tog guld vid Panamerikanska spelen 2015 i Toronto.
Steacy tävlade för Kanada vid olympiska sommarspelen 2016 i Rio de Janeiro. Hon var en del av Kanadas lag som tog brons i sjumannarugby.